# Fruita
Fruita es una ciudad ubicada en el condado de Mesa en el estado estadounidense de Colorado. En el Censo de 2010 tenía una población de 12.646 habitantes y una densidad poblacional de 668,76 personas por km². Fruita es célebre por ser el lugar de nacimiento de Mike, el pollo sin cabeza.

## Geografía
Fruita se encuentra ubicada en las coordenadas 39°9′6″N 108°43′26″O / 39.15167, -108.72389. Según la Oficina del Censo de los Estados Unidos, Fruita tiene una superficie total de 18.91 km², de la cual 18.43 km² corresponden a tierra firme y (2.55%) 0.48 km² es agua.

## Demografía
Según el censo de 2010, había 12.646 personas residiendo en Fruita. La densidad de población era de 668,76 hab./km². De los 12.646 habitantes, el 90,55% eran blancos, el 0,51% eran afroamericanos, el 0,9% eran amerindios, el 0,66% eran asiáticos, el 0,19% eran isleños del Pacífico, el 4,6% eran de otras razas y el 2,59% pertenecían a dos o más razas. Del total de la población el 11,96% eran hispanos o latinos de cualquier raza.